# Семенорушильная машина
Семенорушильная машина (шелушильная машина, шеретовочная машина) — устройство для снятия лузги с семян подсолнечника.
Характеризуется производительностью (измеряется в кг/час), мощностью (кВт), процентом недоруша (процент неочищенных семечек от общего числа обработанных семян), процентом выхода целого ядра.
Применяется в маслобойках, линиях по производству козинаков, халвы, в линиях по производству жареных семечек.